# Episodi di Luce dei tuoi occhi (seconda stagione)
La seconda stagione della serie televisiva Luce dei tuoi occhi, composta da 6 episodi, è stata trasmessa in prima visione e in prima serata su Canale 5 dal 12 aprile al 17 maggio 2023.
| nº | Titolo          | Prima TV       |
| -- | --------------- | -------------- |
| 1  | Prima puntata   | 12 aprile 2023 |
| 2  | Seconda puntata | 19 aprile 2023 |
| 3  | Terza puntata   | 25 aprile 2023 |
| 4  | Quarta puntata  | 3 maggio 2023  |
| 5  | Quinta puntata  | 10 maggio 2023 |
| 6  | Sesta puntata   | 17 maggio 2023 |

## Prima puntata
- Diretto da: Fabrizio Costa
- Scritto da: Eleonora Fiorini, Davide Sala e Mauro Casiraghi

### Trama
Emma accetta la proposta di matrimonio che Enrico le fa davanti alle sue allieve. La donna continua però a essere tormentata dal pensiero di ritrovare sua figlia Alice. Un giorno Petra Novak, donna misteriosa jugoslava da poco tornata a vivere in Italia, si presenta nell'ufficio di Emma raccontandole che sua figlia Diana, che ha appena fatto un'audizione da lei, in realtà è Alice. Emma è sconvolta e inizialmente non vuole credere alla donna che le racconta che Alice era stata rubata da suo marito e che lei è tornata solo per farle ricongiungere dato che è gravemente malata; in cambio però chiede che Emma non dica la verità alla figlia. Emma ha la conferma che Diana è sua figlia da un esame del DNA fatto grazie ad una spazzola della ragazza che le aveva dato Petra. Emma accoglie Diana nel gruppo e la protegge anche se lei è indisciplinata ed entra in competizione con Vicky, altra new entry nel gruppo di ballo. Per sbaglio Valentina sul PC dello studio di Emma apre davanti a Diana il file del test del DNA. La ragazza è sconvolta e affronta a muso duro prima Emma e poi anche Petra avendo capito di essere Alice.
- Ascolti: telespettatori 2 707 000 – share 16,50%[4].

## Seconda puntata
- Diretto da: Fabrizio Costa
- Scritto da: Eleonora Fiorini, Davide Sala e Mauro Casiraghi

### Trama
Diana è sconvolta e finisce in ospedale per un attacco d'asma dovuto all'assunzione di droga. Al suo risveglio, la ragazza chiede a Petra che Emma lasci la stanza. Nel frattempo Vicky ha rubato un laptop dalla villa dei Novak; Petra riesce però a bloccarne il funzionamento a distanza cosicché la ladra non riesca ad aprire più i file. Emma racconta alle sue allieve la verità su Diana e non tutte sembrano voler accettare la cosa. Petra racconta la verità a Diana ovvero che è la figlia di Emma e che le resta poco da vivere. Davide Fabbris è determinato a chiedere il riconoscimento della ragazza come sua figlia e tenta senza successo di stabilire un contatto con lei e con Petra. Vicky inizia a ricevere strani messaggi anonimi e, dopo aver minacciato Diana, dà appuntamento a Emma su un ponte per parlarle della figlia. Prima dell'incontro però arriva Diana che la spinge di sotto dopo aver capito che la ragazza ha scoperto cose compromettenti sul suo PC riguardanti il suo passato. Emma arriva sul posto ma, non trovando Vicky, torna a casa con Enrico. Il giorno seguente dal cellulare di Vicky arriva un messaggio a Emma con scritto che si è recata a Barcellona da amici e che ha deciso di lasciare la compagnia a causa della competizione con Diana. Intanto Enrico inizia ad avvicinarsi sempre più a Petra che lo bacia; la donna misteriosa ha rischiato di essere investita da un misterioso suv nero. Emma decide di non dare il ruolo principale del cigno a Diana dopo che  questa ha avuto uno strano attacco di panico in piscina. Emma, grazie all'aiuto di Luca, scopre che i messaggi di Vicky sono partiti da Vicenza e non da Barcellona come qualcuno le ha voluto far credere e così si rivolge al vicequestore Guerra ma negli stessi istanti viene rinvenuto il cadavere della ragazza sotto il ponte.
- Ascolti: telespettatori 2 668 000 – share 16,30%[5].

## Terza puntata
- Diretto da: Fabrizio Costa
- Scritto da: Eleonora Fiorini, Davide Sala e Mauro Casiraghi

### Trama
Secondo l'autopsia Vicky è morta per l'annegamento ma il vicequestore Guerra sta ancora indagando perché vuole capire chi ha mandato i messaggi a Emma dal suo cellulare. Diana confida ad Emma di aver litigato con Vicky ma, quando Miranda la accusa davanti a tutti, Valentina allontana per il momento i sospetti dalla ragazza fornendole un falso alibi. Emma però affronta Diana poiché sul ponte aveva ritrovato un braccialetto appartenente a lei: la figlia confessa di aver litigato con la ragazza e di averla spinta giù. Quando Luca rimprovera Diana per il falso alibi che le ha fornito sua sorella, la ragazza lo bacia e Miranda, che osserva la scena da lontano, ci rimane male perché è innamorata del barista. Miranda si rivolge quindi a Luisa Guerra suggerendole di indagare su Diana. Dal riscontro del cellulare di Diana risulta essere stata sul ponte la sera dell'omicidio di Vicky. Luisa allerta il compagno Davide che si precipita alla scuola di danza ma quando arriva la polizia, nonostante la dura opposizione di Emma, Diana viene arrestata: in Questura la ragazza confessa di aver ucciso Vicky ma la dinamica è poco chiara e l'avvocato Torre riesce a farla tornare a casa. Intanto Petra insiste con Enrico chiedendogli di starle accanto non solo nella lotta contro la malattia; il professore in lei sembra rivedere sua moglie defunta. L'avvocato Torre redarguisce Petra per aver deciso di tornare a Vicenza diversamente da quanto stabilito con un suo cliente misterioso. Miranda e il padre trovano un biglietto di Vicky con un appuntamento sul ponte che le avrebbe dato un ragazzo che la chiamava "stellina". Dalle registrazioni delle prove, Emma nota che Vicky aveva un nuovo tatuaggio. Quando viene ritrovato il sasso con cui è stata uccisa Vicky, Diana fa scena muta e il GIP le impone gli arresti domiciliari, che la ragazza sceglie di passare a casa di Emma facendo infuriare Petra. Valentina inizia a flirtare con Jacopo, il preparatore atletico della scuola che aveva una relazione segreta con Vicky, e nota che ha un nuovo tatuaggio; il ragazzo però la allontana suggerendole di stargli lontana. Emma continua a credere nell'innocenza di Diana, a maggior ragione quando questa nega di aver colpito Vicky con il sasso. Quando Enrico a casa mostra la foto del tatuaggio di Vicky, Valentina gli rivela che Jacopo ne ha uno uguale. Enrico avvisa Emma e insieme si recano a casa del ragazzo sorprendendolo mentre cerca di tappare la bocca a Valentina: il preparatore viene fermato da Enrico ma riesce a dileguarsi. A casa del ragazzo viene ritrovato il cellulare di Vicky con i messaggi minacciosi che gli mandava e di conseguenza a Diana vengono revocati gli arresti. Per strada Emma viene fermata da Jacopo il quale le dice che non è stato lui ad uccidere Vicky e che deve scappare perché qualcuno sta cercando di incastrarlo. Nel frattempo si rivede Roberto, il fratello di Emma, che ha chiesto alla madre di aiutarlo ad ottenere un permesso premio per poter uscire dal carcere e che sembra conoscere Petra.
- Ascolti: telespettatori 2 552 000 – share 14,60%[6].

## Quarta puntata
- Diretto da: Fabrizio Costa
- Scritto da: Eleonora Fiorini, Davide Sala e Mauro Casiraghi

### Trama
Enrico, per farsi perdonare, porta dei fiori ad Emma ma lei li rifiuta e gli riconsegna l'anello dato che il compagno non le vuole promettere che non rivedrà Petra. Jacopo, spinto da Armando, l'autista di Petra, si costituisce raccontando di aver ucciso Vicky e in carcere viene intimorito da Roberto, il fratello di Emma. Petra incontra Emma e le dice di essersi innamorata di Enrico ma la maestra è consapevole del fatto che vuole solo manipolare l'uomo approfittando della sua generosità. Enrico affronta Petra dicendole che ama Emma e che sta per sposarla; la donna gli riferisce che vuole liquidare tutti i suoi asset per dare vita a una onlus per la ricerca. Diana riesce finalmente a fare amicizia con alcune compagne di ballo. Nel frattempo Anita Guerra fa l'amore con il compagno di ballo Andrea Bisceglia che però pochi giorni prima le aveva confessato di aver avviato il percorso per cambiare sesso e difatti successivamente terrà a distanza la ragazza che si è innamorata di lui. Emma vuole sapere di più sul passato di Diana la quale le fa cenno che sta soffrendo molto per la morte dell'amica Regina. Roberto Conti, appena tornato in libertà con cinque giorni di permesso, si presenta a casa di Petra, che sembra conoscere da tempo, dicendole di volere dei soldi in cambio di alcune prove compromettenti. Poco dopo l'uomo si presenta davanti all'accademia dove parla con la madre ma Emma appena lo vede lo manda via con rabbia rimproverando la madre. Visionando i documenti delle società di Petra, Enrico scopre che è diventata ricca dopo la nascita di Diana e, confrontandosi con Davide Fabris, al quale chiede di non dire niente ad Emma, scopre che nell'archivio del comune non c'è traccia del fantomatico marito della donna. Roberto ricatta Petra pretendendo un milione di euro per la figlia Cecilia in cambio delle prove. Martina Fontana chiede con insistenza a Roberto di sapere la verità sulla propria provenienza e cosi lui le dà il contatto di una donna che sa chi è la sua vera madre. Una sera Emma e Davide cenano insieme alla figlia Diana ripercorrendo il periodo che ha portato alla sua nascita. Martina incontra la donna che dice di sapere la verità sul suo passato e che in cambio si fa dare 5 000 euro; Diana avvisa subito Emma che si fa dare da Roberto l'indirizzo della presunta madre di Martina la quale scappa con i soldi al suo arrivo prima che possa dire qualcosa alla ragazza. Nel frattempo, in occasione di un convegno sulle terapie geniche, Petra chiede ad Enrico di coordinare il progetto di ricerca; quando lui le fa capire di aver indagato sul suo passato, la donna racconta di essere stata legata per un certo periodo a un malavitoso che le aveva portato Diana e successivamente si sarebbe arricchita scendendo a compromessi e sporcandosi le mani. In quel momento sopraggiunge Emma, che sorprende i due mentre si stanno baciando. Poco lontano Roberto viene investito da un'auto pirata mentre sta aspettando di incassare quanto chiesto a Petra.
- Ascolti: telespettatori 2 823 000 – share 16,20%[7].

## Quinta puntata
- Diretto da: Fabrizio Costa
- Scritto da: Eleonora Fiorini, Davide Sala e Mauro Casiraghi

### Trama
Roberto è stato investito dal misterioso suv nero e viene ricoverato in ospedale. Emma attacca Enrico che le fa capire di stare indagando sotto traccia su Petra insieme a Davide. Emma, avendo capito che il fratello stava per incontrare Petra dato che aveva la foto di un'ecografia con sé, affronta la donna avanzando sospetti su di lei. Petra è una furia con Armando imputandogli, oltre alla morte di Vicky, anche il tentato omicidio di Roberto e dimostra di non essere affatto d'accordo sulla strategia adottata; al telefono un uomo misterioso intima a Petra di andarsene. Nel frattempo la foto dell'ecografia viene rubata ad Emma. Petra spiega ad Enrico di aver avuto un passato difficile e di non potergli raccontare la verità su quello che sta succedendo; in quel momento però arriva Armando che atterra Enrico e porta via Petra. Diana è zero negativo e decide di donare il sangue a Roberto per salvarlo. Armando e Petra, indagati rispettivamente per l'aggressione ad Enrico e per il tentato omicidio di Roberto, scappano in Svizzera insieme a Diana. Intanto Miranda Leoni, innamorata di Luca Costa che però la rifiuta, non vuole trasferirsi all’estero per studiare e a una festa esagera con l'alcol tanto che il padre la deve andare a recuperare. Roberto, appena si risveglia, riceve una chiamata dall'avvocato Torre e poco dopo al vicequestore Guerra dice di non ricordare nulla e di non sapere chi sia Petra Novak. Petra dice a Diana di essere ricercata per aver commesso dei reati finanziari quando ha ceduto i suoi asset e la ragazza ha un attacco d’asma. Da Lugano Petra chiama Enrico dicendo che vorrebbe rivederlo e il professore le risponde che la polizia la sta cercando e di vedersi a metà strada ma la donna riattacca. La polizia scopre che Roberto era in contatto con Petra e che da poco è stato aperto un conto a nome della figlia Cecilia. Petra si risveglia al mattino e scopre che Diana è scappata poco prima che la polizia svizzera bussi alla sua porta su richiesta della vicequestore Guerra. Diana fa l'autostop e da un bar fuori Vicenza chiama Emma per farsi venire a prendere. Il suv nero le segue a tutta velocità ma improvvisamente fa dietrofront in aperta campagna quando le due ormai sono braccate. Emma e Diana rientrano in tempo in accademia per l'esibizione dei due cigni con il gruppo di ballo che viene promosso dalla commissione avendo così l'opportunità di andare a New York. Petra, portata a Vicenza dagli agenti, durante l'interrogatorio racconta di aver aiutato il professor Cantore a trovare ragazze incinte convincendole a vendere i loro bambini ed è grazie a lui che ha avuto Diana; la Novak racconta inoltre di essere stata minacciata da Roberto perché appunto lavorava per Cantore, di aver ucciso Vicky perché le aveva rubato il laptop e di aver voluto incastrare Jacopo Bellini. Le ragazze intanto sono contentissime di poter andare a New York e solo Anita è triste e non solo perché si è infortunata alla caviglia; Andrea racconta a tutti la sua intenzione di cambiare sesso sconvolgendo il fratello gemello Maurizio  ignaro di tutto. Emma recupera il referto dell’ecografia che Roberto aveva con sé quando è stato investito: è chiaro ora che Petra era stata una paziente di Cantore e che aspettava una bambina diciotto anni prima. 
- Ascolti: telespettatori 2 641 000 – share 13,80%[8].

## Sesta puntata
- Diretto da: Fabrizio Costa
- Scritto da: Eleonora Fiorini, Davide Sala e Mauro Casiraghi

### Trama
Petra si trova in carcere, Jacopo viene scarcerato mentre Roberto in ospedale fa capire a Emma di essere stato minacciato. Poco dopo la donna confrontando un campione di sangue di Diana con il DNA della spazzola che le aveva dato Petra scopre che la ragazza non è sua figlia e si dispera capendo di essere stata manipolata; Enrico le fa capire che però i capelli sulla spazzola sono effettivamente di sua figlia e quindi Petra sa quale è la verità. Emma fa visita a Petra in carcere la quale dice di essere stata una delle ragazze madri e che quando aveva scoperto di essere incinta Cantore cercò di convincerla a vendere la sua bambina ma lei decise di scappare da Vicenza, si mise in contatto con l'uomo misterioso al quale era destinata Alice offrendogli il suo silenzio in cambio di una vita migliore per lei e sua famiglia. I due diventarono soci ed ebbero una relazione mentre le bambine crebbero insieme fino a quando Alice, chiamata poi Regina, annegò durante un litigio con Diana. Petra le raccomanda di non tentare di scoprire l'identità dell'uomo per non mettere in pericolo tutti loro. In infermeria Petra riesce a incontrare Diana e la sconvolge quando le racconta in lacrime di essere lei la sua vera madre e che la figlia di Emma in realtà era Regina, la bambina che lei ha fatto annegare. Enrico non crede che Alice sia morta e sprona Emma a non mollare proprio ora. Poco dopo Emma trova una lettera d'addio di Diana in cui si autoaccusa della morte di sua figlia. Emma ed Enrico riescono a trovare la casa dove è morta Regina e dove si è rifugiata Diana ma mentre stanno parlando con lei un cecchino cerca di sparare alle due fallendo solo grazie all'intervento di Armando il quale muore dopo aver intimato ai tre di scappare. Diana racconta che Regina, o meglio Alice, era stata cresciuta da tale Fabio Caruana e così Emma ed Enrico iniziano a fare ricerche sull'uomo. Dal pedone degli scacchi che le ha lasciato Armando sul punto di morte, Diana capisce che Regina è ancora viva ricordando un flashback in cui aveva intravisto Regina mentre veniva portata via dalla villa mentre le era stato fatto credere che era morta. Dopo aver raccontato tutto a Emma ed Enrico, Diana gioca a scacchi online con l'utente "England" che scopre poi essere Regina la quale racconta di essere nel New Jersey e così la ballerina le da' appuntamento negli Stati Uniti dove si recherà con la compagnia di danza. Enrico fa visita a Petra in carcere esortandola a collaborare e a denunciare Caruana; inoltre le dice che le cure sperimentali alle quali si sta sottoponendo stanno avendo effetto e che quindi ha possibilità di guarire. Poco dopo la donna davanti al vicequestore Guerra conferma di aver confessato sotto ricatto crimini che non aveva commesso per proteggere Diana dalle minacce di Caruana, tra le altre cose mandante degli omicidi di Vicky De Angelis e Armando Fusco. Dopo non molto, mentre la compagnia di Emma si sta per esibire a New York, Caruana chiama la figlia dicendole che non deve assolutamente incontrare Diana ma la ragazza riattacca il telefono e subito dopo il finanziere viene arrestato dall'FBI. Diana e Alice si rivedono prima dell'esibizione e finalmente Emma ha modo di vedere sua figlia prima che Enrico le chieda di sposarlo.
- Ascolti: telespettatori 2 957 000 – share 18,10%[9].